# Illier-et-Laramade
Illier-et-Laramade település Franciaországban, Ariège megyében. Lakosainak száma 38 fő (2022. január 1.). Illier-et-Laramade Capoulet-et-Junac, Lapège, Lercoul, Orus, Siguer és Val-de-Sos községekkel határos.

## Népesség
A település népességének változása:
| Lakosok száma | 36   | 36   | 31   | 21   | 22   | 25   | 25   | 33   | 37   | 38   |
|               | 1968 | 1982 | 1990 | 2006 | 2013 | 2015 | 2017 | 2019 | 2020 | 2022 |